# Lev V.
Lev V. (??, Ardea – září 903/první měsíce 904 Řím) byl papežem od konce července 903, kdy se stal nástupcem Benedikta IV.

## Život
Jeho pontifikát spadá do začátku období takzvaného temného století. V září 903 jej vzdoropapež Christoforus uvrhl do vězení, v němž byl zabit zřejmě na začátku pontifikátu Sergia III., v únoru 904. Současný vatikánský seznam nepovažuje jeho sesazení Christoforem za platné, Lvův pontifikát tak může končit až jeho smrtí v roce 904.